# Cumulopuntia subterranea
Cumulopuntia subterranea es una especie de planta suculenta perteneciente al género Cumulopuntia, dentro de la familia Cactaceae. Se distribuye desde el suroeste de Bolivia (en el departamento de Potosí) hasta el noroeste de Argentina (en la provincia de Jujuy) y se trata de una planta enana que suele estar hundida en el suelo, con un crecimiento casi subterráneo. 

## Descripción
Cumulopuntia subterranea es una especie de cactus de crecimiento bajo, que se ramifica lateralmente y forma cojines semienterrados, de modo que solo las puntas de los brotes sobresalen hasta aproximadamente 1 cm del suelo. La especie es muy variable, por lo que podemos encontrar desde grupos pequeños a grandes grupos formados por más de 100 cabezuelas.

Las tallos son articulados y están formados por segmentos alargados o casi esféricos y redondos. Tienen la epidermis de color verde-grisácea a marrón y su raíz es de tipo pivotante tuberosa y profunda. Son regordetes, miden de 2 a 4 cm de alto y de 1,5 a 6 cm de diámetro, aunque el volumen de los tallos se reduce considerablemente durante la estación seca, retrayendo a la planta bajo tierra. Las hojas son diminutas, suelen ser cilíndricas y se caen prematuramente.

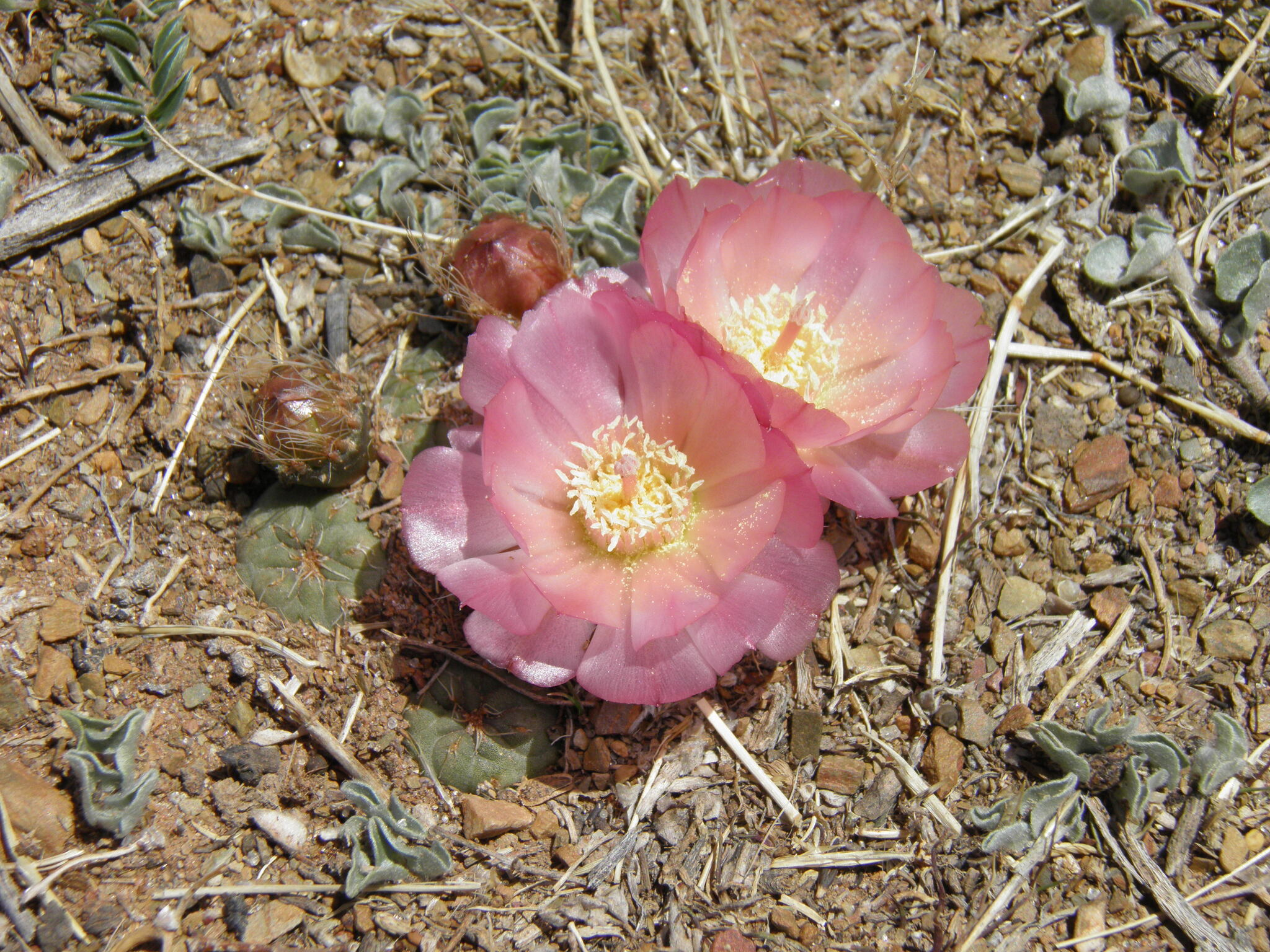
Detalle de la flor

Los tallos están cubiertos de tubérculos con forma romboidea y sobre ellos se asientan las areolas. Éstas contienen pelos y gloquidios de alrededor de 1 mm de largo, aunque sólo están presentes en las areolas basales de los segmentos. También contienen de 1 a 10 espinas en forma de peine, miden hasta 2 mm de largo y están más o menos dobladas hacia el cuerpo de la planta.
Las flores son diurnas, se producen durante el verano y miden de 2,5 a 3 cm de largo. Su color varía de marrón a rojo rosado profundo, o a un rosa amarillento pálido o casi blanco. Los pericarpelos no tienen areolas pero si que tienen alguna escama con pelos y cerdas en las axilas.

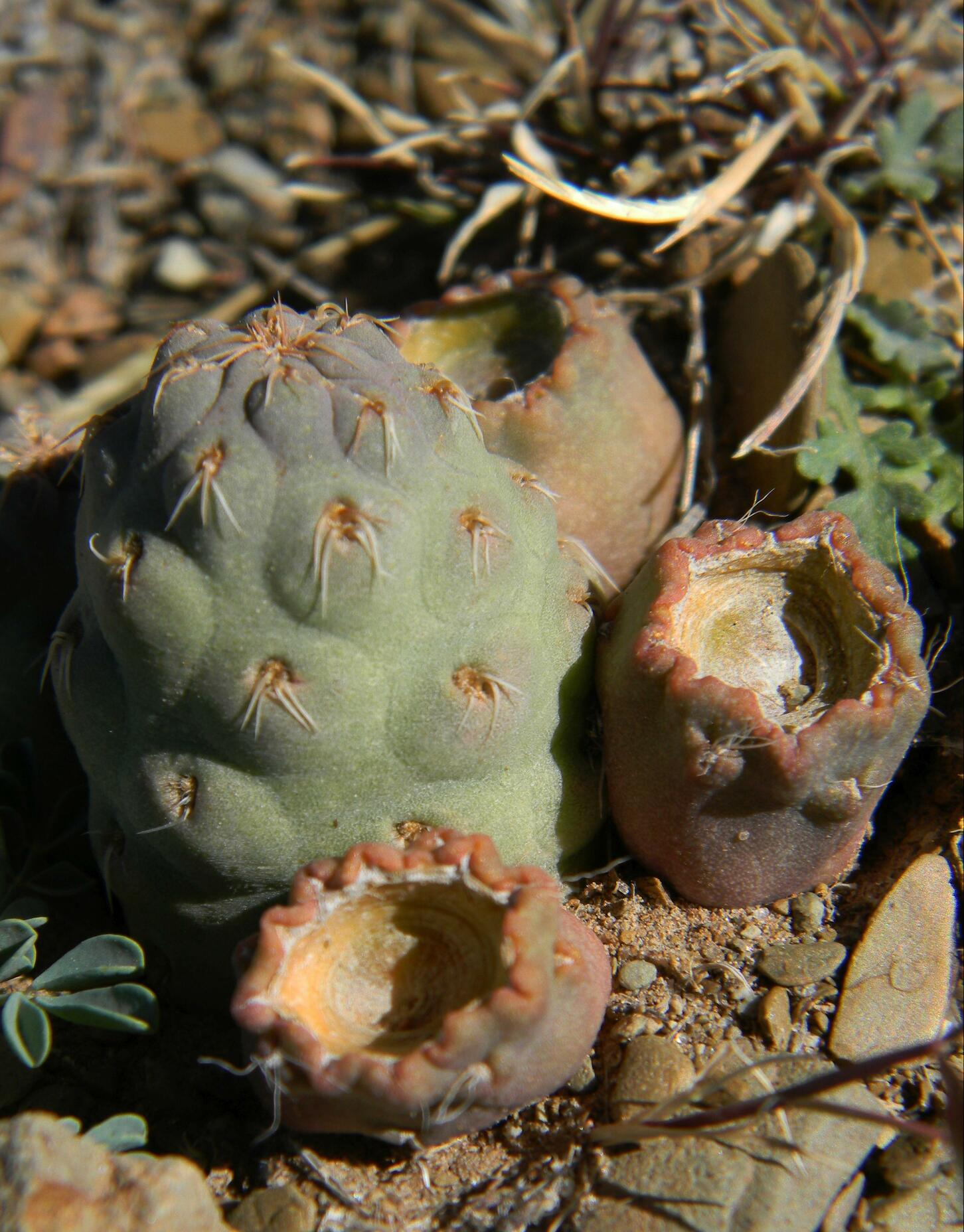
Detalle de los frutos

Los frutos son globosos y miden de 1,2 a 1,5 cm de diámetro. Son secos e indehiscente (no se abren por sí solos). En su interior contienen semillas de 4 mm de diámetro y están cubiertas con un arilo tierno.

## Distribución y hábitat
El área de distribución nativa de esta especie abarca desde el suroeste de Bolivia (en el departamento de Potosí) hasta el noroeste de Argentina (en la provincia de Jujuy) y crece principalmente en el bioma tropical montano.
Este cactus geófita crece en suelos arenosos y rocosos a gran altura en la puna, a altitudes de 3000 a 4000 metros sobre el nivel del mar. Es muy pequeño y difícil de encontrar, ya que crece casi subterráneo.

## Taxonomía
La primera descripción de esta especie fue como Opuntia subterránea, publicada en 1905 por el botánico sueco Robert Elias Fries en la revista científica Nova Acta Regiae Societatis Scientiarum Upsaliensis, ser. 4, 1 (1): 122.
Posteriormente, el botánico alemán Friedrich Ritter colocó la especie en el género Cumulopuntia, pasando a llamarse Cumulopuntia subterranea y anotando estos cambios en la revista científica Kakteen in Südamerika 2: 401, en 1980.
Etimología
- Cumulopuntia: nombre genérico formado por dos palabras: el sustantivo latino cumulus (que significa 'cúmulo', 'montón' o 'masa amontonada') y el género Opuntia, (con el que el género tiene similitudes), haciendo referencia al crecimiento de la planta en forma de montones de tallos apilados.
- subterranea: epíteto específico latíno que significa 'subterranea', haciendo referencia a los tallos de la especie que crecen casi enteramente bajo tierra.[6]

### Subespecies
Actualmente se distinguen dos subespecies:
| Imagen | Subespecie                                                                | Descripción | Distribución                                               |
| ------ | ------------------------------------------------------------------------- | --- | ---------------------------------------------------------- |
|        | Cumulopuntia subterranea subsp. pulcherrima (Halda & Horáček) G.J.Charles | Presenta tallos más verdes y delgados. Forma grandes grupos con más de 100 cabezuelas y una flor más grande (4-6 cm) de color rojo o, a veces, violeta.                                                 | Bolivia                                                    |
|        | Cumulopuntia subterranea subsp. subterranea                               | Presenta tallos de color verde grisáceo a marrón y son más gruesos. Forma pequeños grupos y una flor más pequeña, de color marrón a rojo rosado profundo, o a un rosa amarillento pálido o casi blanco. | Suroeste de Bolivia hasta el noroeste de Argentina (Jujuy) |

Sinonimia
- Sinónimos de Cumulopuntia subterranea subsp. pulcherrima:
  - Cumulopuntia pulcherrima (Halda & Horáček) Guiggi (2023)
  - Maihueniopsis subterranea subsp. pulcherrima (Halda & Horáček) M.Lowry (2004)
  - Tephrocactus pulcherrimus Halda & Horáček (2000)

- Sinónimos de Cumulopuntia subterranea subsp. subterranea:
  - Pseudotephrocactus subterraneus var. brevispinus Kreuz. (1935)
  - Pseudotephrocactus subterraneus var. inermis Kreuz. (1935)
  - Tephrocactus variiflorus Backeb. (1962)

## Estado de conservación

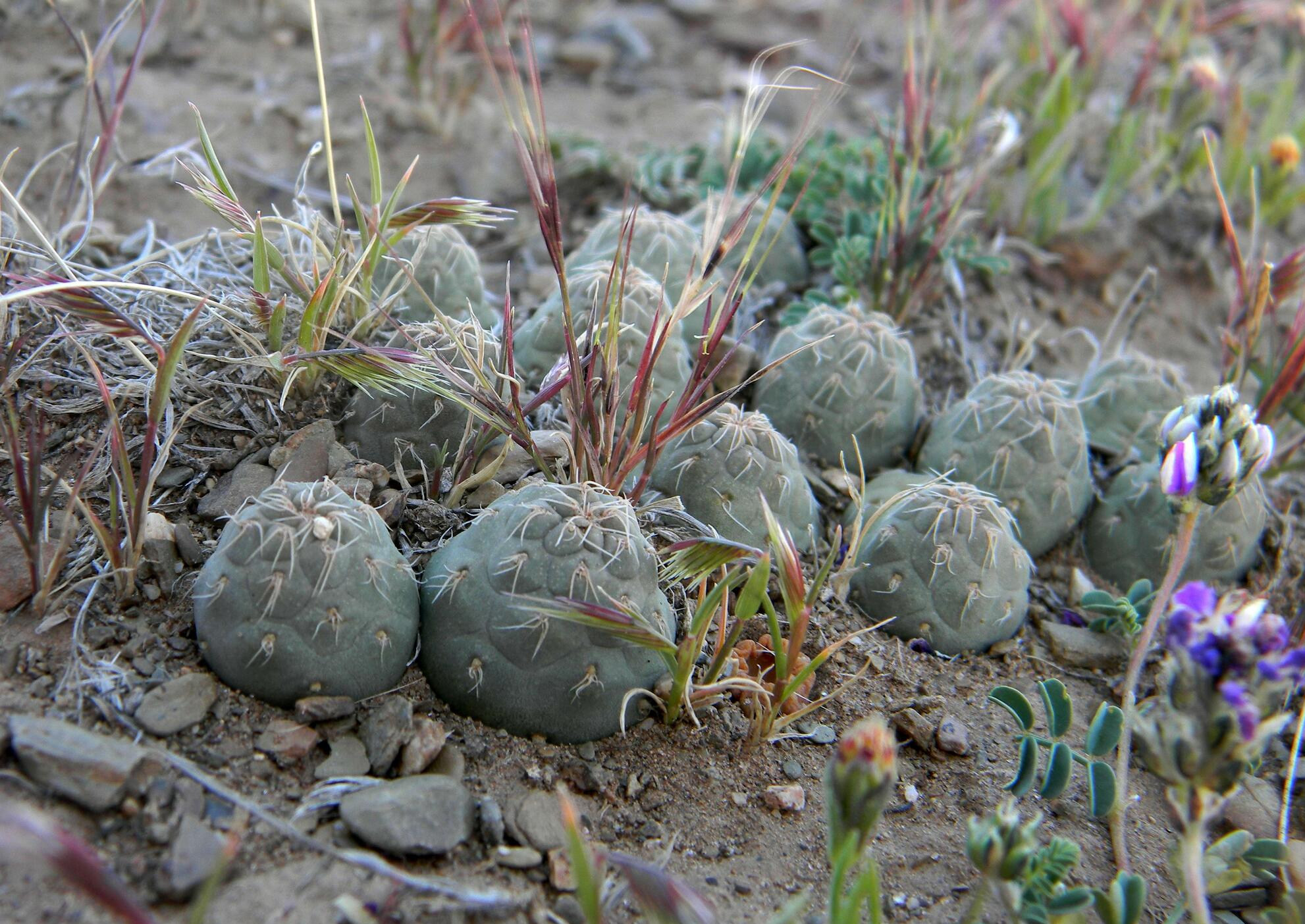
Plantas en su hábitat

En la Lista Roja de Especies Amenazadas de la UICN, la especie está clasificada como de “Preocupación Menor (LC)” y no se conocen amenazas importantes para la conservación de esta especie.

## Usos
Se cultiva principalmente como planta ornamental y su propagación se realiza a través de esquejes, injertos o semillas.
Esta especie resiste bien el frío si está seco y requiere pleno Sol. Se debe utilizar una mezcla de compost con buen drenaje y las maceta debe de ser profunda, para así acomodar su gran raíz pivotante. Son susceptibles al exceso de riego, pero necesitan suficiente agua durante la vegetación. Señalar que los especímenes en cultivo, en especial los injertados, presentan una mayor cantidad de gloquidios que los que crecen en su hábitat.